# Kirow-Stadion
Das Kirow-Stadion (russisch Стадион имени Кирова) war ein Fußballstadion mit Leichtathletikanlage in der russischen Stadt Sankt Petersburg. Die von Alexander Nikolski entworfene Sportstätte bot vor dem Abriss 72.000 Zuschauern Platz.

## Geschichte
Das nach Sergei Mironowitsch Kirow benannte Stadion auf der Insel Krestowski (auch als Kreuzinsel bekannt) wurde in den Jahren 1932 bis 1950 errichtet, die lange Bauzeit lässt sich auf den Zweiten Weltkrieg mit der 900 Tage andauernden Belagerung zurückführen. Von 1950 bis 1992 diente das Stadion als Heimspielstätte für Zenit St. Petersburg.
Für das Fußballturnier der Olympischen Sommerspiele 1980 wurde das Stadion renoviert und es fand unter anderem die Viertelfinalpartie CSSR gegen Kuba (3:0) statt.
Das altehrwürdige Kirow-Stadion war 1994 Schauplatz der Goodwill Games. Später nutzte es der Zweitligist FK Dynamo Sankt Petersburg als Heimstadion. Damit war es das größte Zweitligastadion Europas. 2006 wurde mit dem Abriss des Stadions begonnen, um an seiner Stelle die Gazprom-Arena für die Fußball-Weltmeisterschaft 2018 zu errichten.

## Galerie

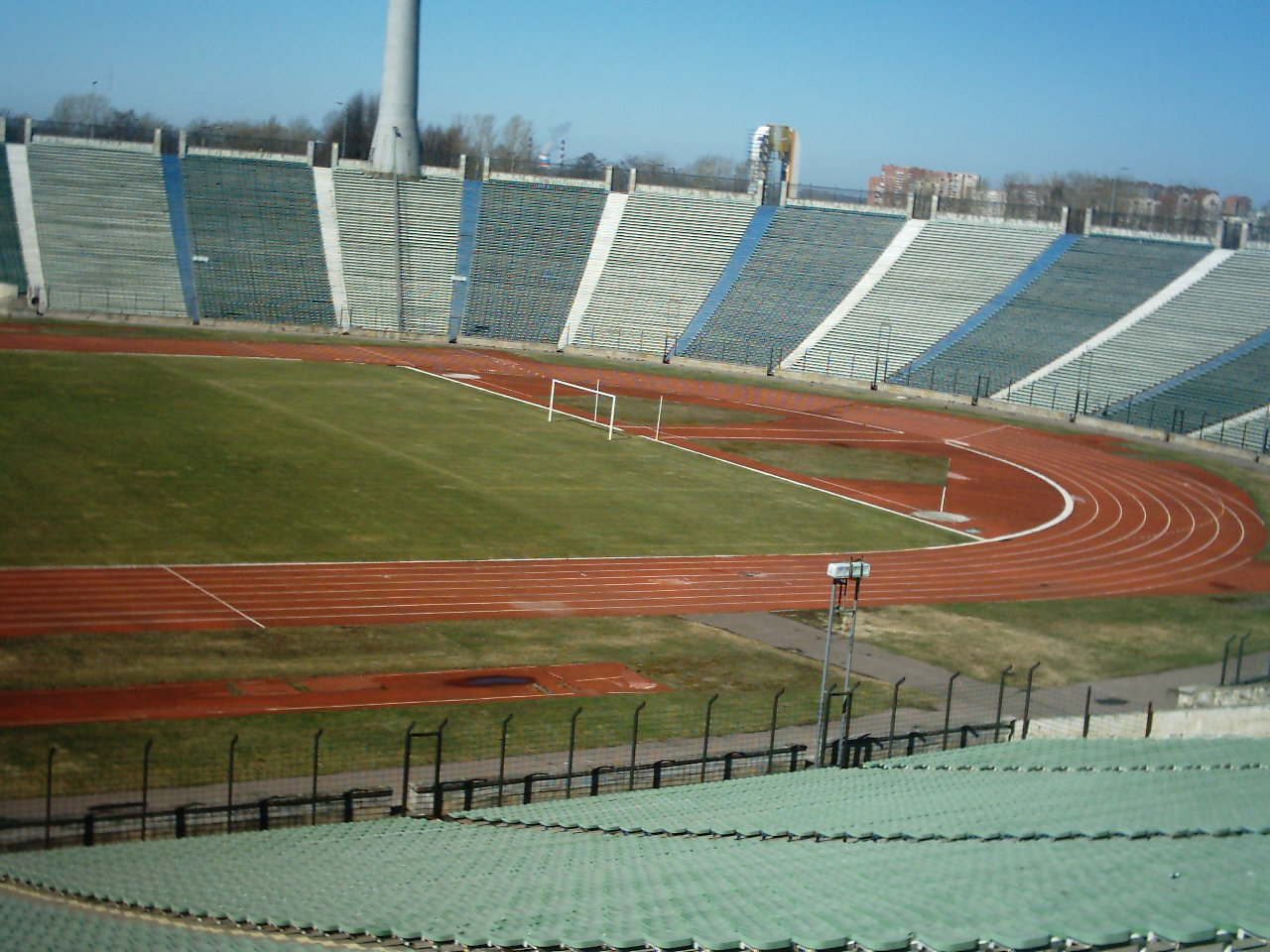
Das Kirow 2003
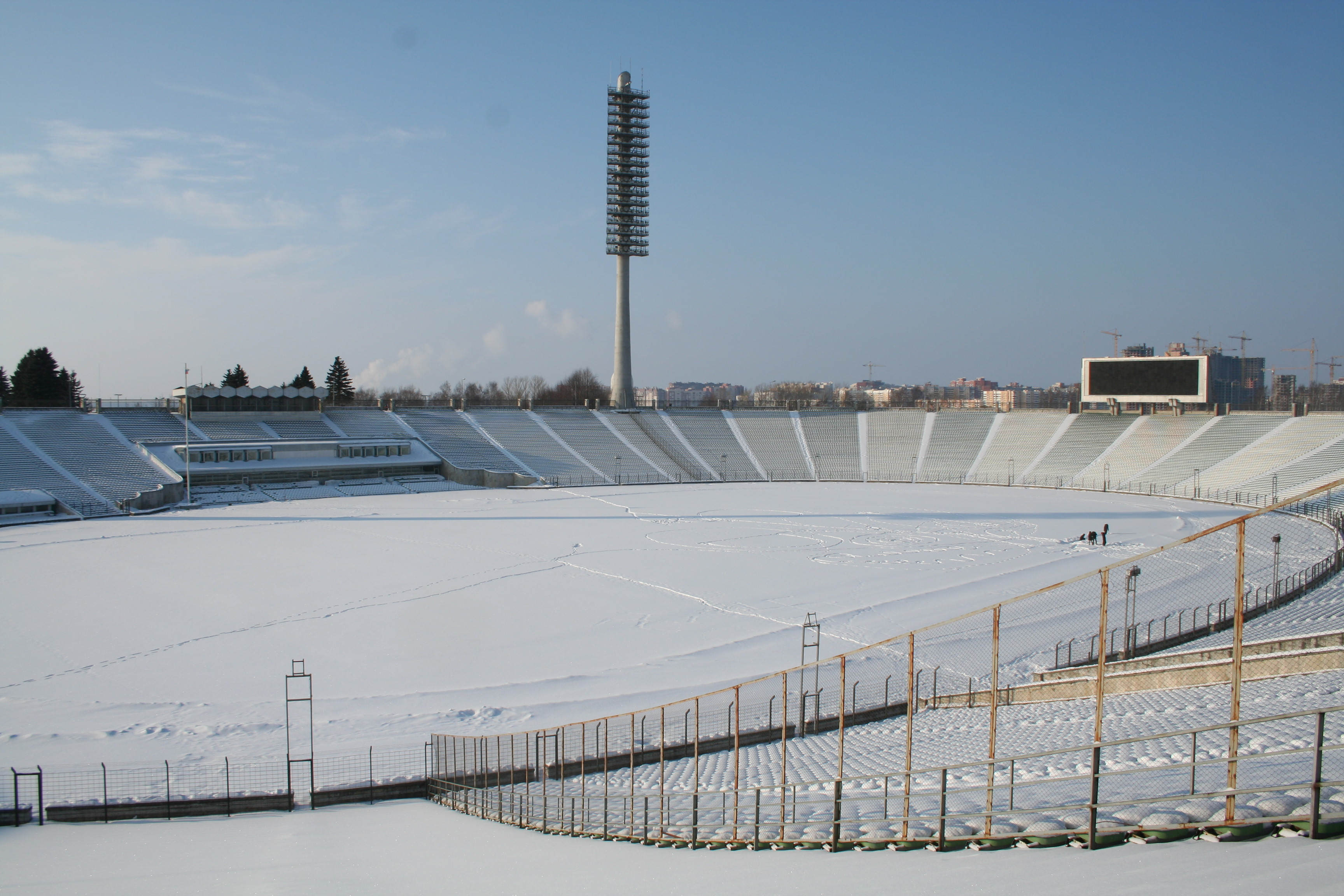
Das verschneite Kirow-Stadion (2006)
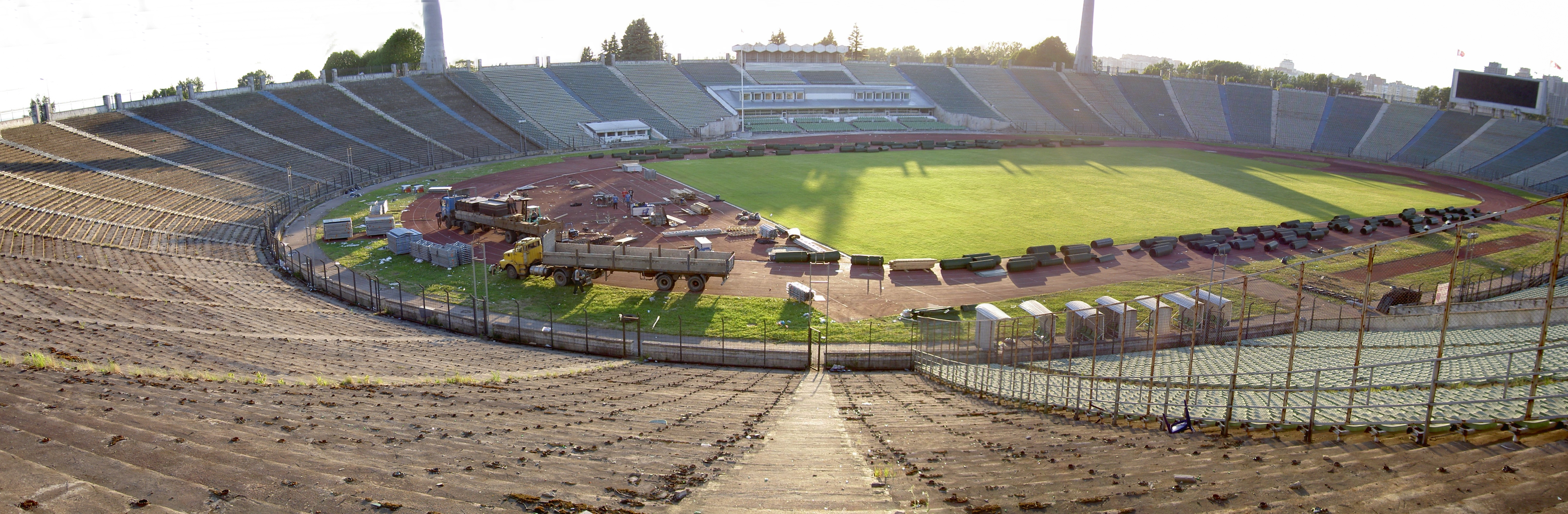
Der beginnende Abbau des Stadions (2006)